# Horacio Rodríguez Castells
Horacio Rodríguez Castells (Buenos Aires, 10 de septiembre de 1917-Buenos Aires, 16 de febrero de 2003) fue un médico y docente argentino, que ocupó en diversas oportunidades el cargo de ministro de Salud de la Nación o de secretario de Salud Pública, siempre durante dictaduras, ya que fue designado por José María Guido (1963), Roberto M. Levingston (1970),[cita requerida] Alejandro A. Lanusse (1970–1971),[cita requerida] Leopoldo F. Galtieri (1981–1982) y Reynaldo Bignone (1982–1983).

## Biografía
Se graduó de médico, por la Universidad de Buenos Aires (UBA) en 1943, y se especializó en Tisiología. Fue presidente de la Liga Argentina contra la Tuberculosis. Fue docente en la UBA, en la cátedra de Bernardo Houssay, y publicó investigaciones y libros sobre la tuberculosis y la salud pública. De reconocida trayectoria de la lucha contra la tuberculosis por la que recibió distintos premios, integró y presidió la Unión Internacional contra la Tuberculosis y Enfermedades Respiratorias.
Fundó y fue decano de la Facultad de Medicina de la Universidad del Salvador. Fue presidente de la Asociación de Facultades de Medicina de la República Argentina y del Comité de Educación Médica de la Asociación Médica Argentina. Durante sus gestiones como ministro de Salud se hizo obligatoria la vacuna contra la tuberculosis, la creación de centros de epidemiología, entre otras medidas.
Se casó con Nelly Bado. Integró el Rotary Club y el Buenos Aires Lawn Tennis, instituciones de la que fue presidente y vicepresidente respectivamente.
En 2003 ganó el premio Konex, del que fue jurado en 1993 en la categoría Ciencia y Tecnología.